# Талісман (селище)
Талісма́н (рос. Талисман) — селище у складі Нижньотуринського міського округу Свердловської області.
Населення — 2 особи (2010, 3 у 2002).
Національний склад населення станом на 2002 рік: росіяни — 100 %.